# Nedre Vuoijaure
Nedre Vuoijaure är en sjö i Arjeplogs kommun i Lappland och ingår i Skellefteälvens huvudavrinningsområde. Sjön har en area på 0,749 kvadratkilometer och ligger 419 meter över havet. Sjön avvattnas av vattendraget Maddaurebäcken.

## Delavrinningsområde
Nedre Vuoijaure ingår i det delavrinningsområde (729503-160048) som SMHI kallar för Utloppet av Nedre Vuoijaure. Medelhöjden är 424 meter över havet och ytan är 3,34 kvadratkilometer. Det finns ett avrinningsområde uppströms, och räknas det in blir den ackumulerade arean 16,63 kvadratkilometer. Maddaurebäcken som avvattnar avrinningsområdet har biflödesordning 2, vilket innebär att vattnet flödar genom totalt 2 vattendrag innan det når havet efter 217 kilometer. Avrinningsområdet består mestadels av skog (32 procent) och sankmarker (46 procent). Avrinningsområdet har 0,75 kvadratkilometer vattenytor vilket ger det en sjöprocent på 22,3 procent.